# Fiordo de Clyde
El fiordo o estuario de Clyde (del gaélico escocés: An Linne Chluaidh) [ə ˈʎiɲə ˈɣlˠ̪as̪] es un profundo entrante del mar (un fiordo) situado en la costa occidental de Escocia, al que se accede desde el canal del Norte. Este fiordo está separado de las aguas más abiertas del mar de las Hébridas (océano Atlántico) por la península de Kintyre. 
En el fiordo de Clyde se encuentran numerosas islas; algunas de las más importantes son Arran, Bute y Great Cumbrae.

## Geografía
Este fiordo tiene una anchura de unos 42 kilómetros en su boca y tiene varias islas en su interior. Además, existen en los recovecos del fiordo diversos lochs o lagos de agua salada.

### Islas
Hay numerosas islas en el fiordo: las más grandes están habitadas y conectadas con tierra por servicios regulares de ferry. Las más relevantes son Arran, Bute y Cumbrae. Más pequeñas, y apenas habitadas, son las islas de Ailsa Craig, Davaar, Holy Isle, Inchmarnock, Little Cumbrae y Sanda. Además, hay un importante número de islotes de menor extensión, algunos de ellos unidos a otras islas mayores durante la bajamar, como Horse Isle.

### Lochs
En Escocia se utiliza el término loch (lago) para referirse a veces a entrantes de mar, tanto fiordos como estuarios, que pueden considerarse casi como verdaderos lagos de agua salada. En el fiordo de Clyde hay los siguientes lochs:
- Gare Loch
- Loch Long y Loch Goil
- Holy Loch
- Loch Striven
- Loch Riddon
- Loch Fyne y Loch Gilp
- Campbeltown Loch

### Pueblos y ciudades
Estas son las localidades situadas en la costa del fiordo de Clyde:
- Ardrossan, Ayr
- Barassie, Brodick
- Campbeltown, Cardross, Carradale
- Dumbarton, Dunoon
- Fairlie
- Gourock, Greenock, Girvan
- Helensburgh, Hunter's Quay, Hunterston
- Innellan, Inverkip, Irvine
- Kilcreggan, Kilmun, Kirn
- Lamlash, Largs, Lochranza
- Millport

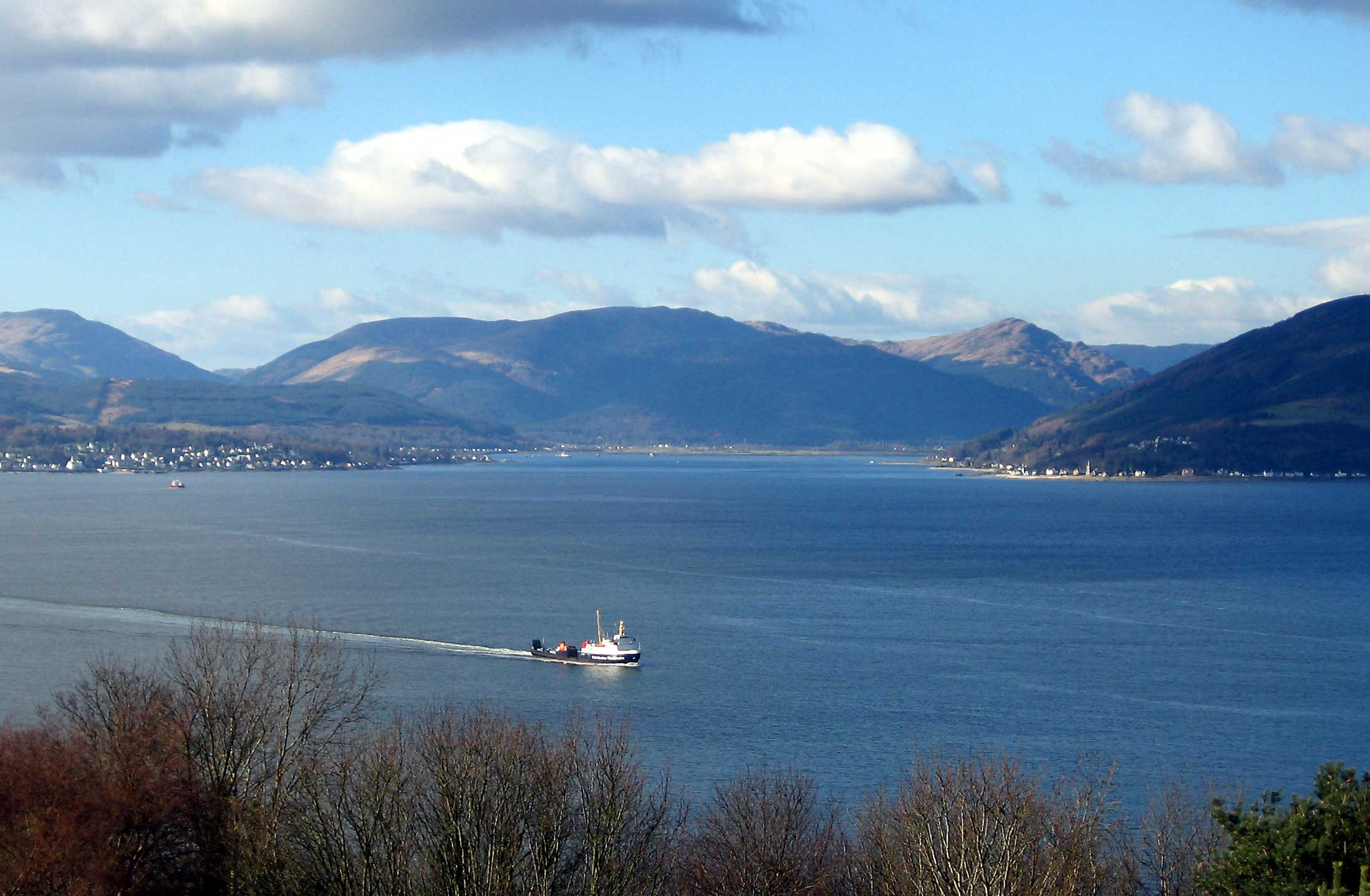
Vista del Holy Loch desde Gourock, donde se puede apreciar el ferry MV Saturn proveniente de Dunoon.

- Port Bannatyne, Portencross, Port Glasgow, Prestwick
- Rothesay
- Saltcoats, Seamill, Skelmorlie, Strone
- Toward, Troon
- Wemyss Bay, West Kilbride

Este fiordo está recorrido por hasta doce líneas de ferry, que conectan las islas entre sí y con el resto de Escocia. La mayoría de estos servicios están a cargo de la compañía Caledonian MacBrayne, y muchos de ellos son vitales para los habitantes de algunas localidades remotas y casi incomunicadas.
- Datos: Q35654
- Multimedia: Firth of Clyde / Q35654